# Locustopsoidea
Locustopseidea, Locustopsidea
Super-famille
Synonymes
- Locustopseidea
- Locustopsidea

Les Locustopsoidea forment une super-famille éteinte d'insectes orthoptères.

## Liste des familles
Selon Orthoptera Species File (11 juillet 2018) :
- † Bouretidae Martins-Neto, 2001
- † Eolocustopsidae Riek, 1976
- † Locustavidae Sharov (en), 1968
- † Locustopsidae Handlirsch, 1906[2]

## Publication originale
- (de) Handlirsch, 1906 : Die fossilen insekten und die phylogenie der rezenten formen. Ein Handbuch für Paläontologen und Zoologen. p. 1-1430 (texte intégral).